# アル・ハズムFC
アル・ハズムFC（英語: Al-Hazem F.C., アラビア語: نادي الحزم السعودي)）は、サウジアラビアのアッ・ラスをホームタウンとする、サウジ・プロフェッショナルリーグに加盟するプロサッカークラブである。

## タイトル

### 国内タイトル
- サウジ・ファーストディヴィジョンリーグ : 2回
  - 2004-05, 2020-21
- サウジ・サードディヴィジョンリーグ（英語版） : 1回
  - 1997-98
- アル・カスィーム・地域・リーグ : 9回
  - 1967–68, 1969–70, 1970–71, 1971–72, 1980–81, 1984–85, 1990–91, 1994–95, 1997–98

### 国際タイトル
- なし

## 現所属メンバー
2023年11月14日現在
注：選手の国籍表記はFIFAの定めた代表資格ルールに基づく。
| No. | Pos. |                  | 選手名                                                    |
| --- | ---- | ---------------- | --------------------------------------------------------- |
| 2   | DF   | ブラジル         | パウロ・リカルド                                          |
| 3   | DF   | サウジアラビア   | タラル・アル＝アブシ                                      |
| 6   | MF   | サウジアラビア   | バジル・アル＝サヤリ                                      |
| 7   | MF   | サウジアラビア   | ユーセフ・アル＝シャンマリ                                |
| 10  | MF   | コモロ           | ファイズ・セレマニ                                        |
| 11  | FW   | サウジアラビア   | ムハンマド・アル＝タニ                                    |
| 12  | DF   | サウジアラビア   | ファルハン・アル＝アズミ                                  |
| 13  | DF   | サウジアラビア   | ヤジード・アル＝バクル                                    |
| 14  | MF   | サウジアラビア   | ハリル・アル＝アブシ                                      |
| 15  | MF   | サウジアラビア   | アンマル・アル＝ナジャール                                |
| 19  | FW   | サウジアラビア   | ナワーフ・アル＝ハバシ                                    |
| 20  | MF   | ポルトガル       | アントニオ・ホセ・ピニェイロ・デ・カルヴァーリョ          |
| 21  | MF   | コートジボワール | ベン・ハッサン・トラオレ                                  |
| 22  | GK   | サウジアラビア   | ヤザン・アル＝ルワイリ                                    |
| 23  | GK   | サウジアラビア   | イブラヒム・ザイド                                        |
| 24  | GK   | サウジアラビア   | マンスール・アル＝シャンマリ (アル・ナスルからレンタル中) |

| No. | Pos. |                | 選手名                                                                  |
| --- | ---- | -------------- | ----------------------------------------------------------------------- |
| 27  | DF   | サウジアラビア | マジード・カシーシュ (アル・ナスルからレンタル中)                       |
| 29  | MF   | ブラジル       | ヴィニシウス・ゴエス・バルボーザ・ジ・ソウザ                            |
| 30  | GK   | チュニジア     | アイメン・ダーメン                                                      |
| 33  | GK   | サウジアラビア | マジド・アル＝ガムディ                                                  |
| 34  | DF   | サウジアラビア | アブドゥルラフマン・アル＝ダキール                                      |
| 36  | DF   | ブラジル       | ブルーノ・ヴィアナ・ヴィレメン・ダ・シウヴァ (コリチーバからレンタル中) |
| 42  | DF   | サウジアラビア | アブドゥルアズィーズ・アル＝ハルビ                                      |
| 46  | DF   | サウジアラビア | ムハンマド・アル＝スバイエ                                              |
| 66  | FW   | サウジアラビア | トゥルキ・アル＝ムタイリ                                                |
| 88  | MF   | サウジアラビア | ムハンマド・アブサバン                                                  |
| 90  | FW   | ガンビア       | ムハンメド・バダモシ (FKチュカリチュキからレンタル中)                   |
| 94  | MF   | サウジアラビア | ラヤン・アル＝シャレク                                                  |
| 95  | MF   | サウジアラビア | ラヤン・アル＝ムーサ                                                    |
| 99  | DF   | サウジアラビア | アハメド・アル＝メメイド                                                |

監督
- ホセ・ダニエル・カレーニョ

## 歴代監督
- ルーラ・ペレイラ 2009–2010
- ルトフィ・リム 2010
- ファティ・アル・ヘリック 2010
- ゴラン・ミシェビッチ 2010–2011
- マリンコ・コルジャニン 2011–2012
- モンダー・ラダリ 2012
- アブドゥラー・ダルウィッシュ 2012–2013
- ユセフ・アンバール 2013–2014
- サリーム・ビン・ムバラク 2014
- アリ・コマイク 2014
- ユーセフ・アンバール 2014–2015
- サリーム・ビン・ムバラク 2015
- ロトフィ・セリミ 2015
- ナセル・ネフジ 2015–2016
- ハテム・ブーイラ 2016
- ハリル・アル・マスリ 2016–2017
- ハビブ・ベン・ロムダン 2017–2018
- アブドゥルワハブ アルハルビ 2018
- ダニエル・イサイラ 2018–2020
- アンドレ・ルイス・アウベス・サントス、アンドレ・ガスパール 2020
- モハメッド・ダーマン 2020–2021
- エウデル・クリストヴァン 2021
- コンスタンティン・ガルカ 2021–2022
- ロエル・クーマンス 2022
- フィリペ・クヴェイア 2022–2023
- ホセ・ダニエル・カレーニョ 2023–

## 歴代所属選手
- ムラーリャ 2018-2021
- ディオゴ・サロモン 2019
- ジョナタン・ヘナト・バルボーザ 2020
- アリソン・ロペス・フェレイラ 2021-2022
- オラ・ジョン 2021-2023
- ディエデリック・ジョエル・タグウ 2023
- ブルーノ・ヴィアナ・ヴィレメン・ダ・シウヴァ 2023-
- ヴィニシウス・ゴエス・バルボーザ・ジ・ソウザ 2023-
- アイメン・ダーメン 2023-